# Tykotek rudowłos
Tykotek rudowłos (Xestobium rufovillosum) – gatunek owada z rodziny kołatkowatych, rzędu chrząszczy.

## Opis
Ciało długości od 5 do 9 mm, czarne, pozbawione metalicznego połysku, opatrzone plamkami jasnych, przylegających i krótkich włosków na bokach przedplecza i pokrywach. Człony czułków od szóstego do ósmego znacznie dłuższe niż szersze. Pierwszy segment odwłoka na tylnej krawędzi nieco wygięty. 

## Biologia i ekologia
Larwy żerują w martwym, zagrzybiałym drewnie, głównie olch i dębów, rzadziej buków i grabów, a niekiedy drzew iglastych. Ich cykl rozwojowy trwa co najmniej dwa lata, a z tego samego materiału może się wywodzić wiele pokoleń. Imagines pojawiają się na powierzchni w kwietniu i maju.

## Rozprzestrzenienie
W Europie wykazany został z Austrii, Białorusi, Belgii, Bośni i Hercegowiny, Bułgarii, Czech, Danii, europejskiej Turcji, Finlandii, Francji, Grecji, Holandii, Irlandii, byłej Jugosławii, Korsyki, Litwy, Łotwy, Mołdawii, Niemiec, Norwegii, Polski, Portugalii, Rumunii, Rosji, Sardynii, Słowacji, Słowenii, Szwecji, Szwajcarii, Sycylii, Ukrainy, Węgier, Wielkiej Brytanii i Włoch. Ponadto znany z wschodniej Palearktyki, Bliskiego Wschodu, Algierii, Nearktyki i Nowej Kaledonii.